# Elezioni presidenziali in Argentina del 1910
Le elezioni presidenziali in Argentina del 1910 si svolsero il 13 marzo. Risultò eletto Roque Sáenz Peña, membro dell'ala modernista del Partito Autonomista Nazionale, la forza politica che governava ininterrottamente il paese sudamericano dal 1876.
Furono le ultime votazioni a svolgersi con il sistema del "voto cantato", storicamente caratterizzato da massicci brogli elettorali, violenze nei seggi, voti comprati e scarsa partecipazione. Le donne non avevano il diritto di voto o di essere elette. Solo il 2,8% della popolazione si recò alle urne. La Costituzione stabiliva che l'elezione del presidente e del vicepresidente dovesse avvenire indirettamente e separatamente, delegando l'elezione finale di ciascuno, nei collegi elettorali provinciali formati da rappresentanti scelti nelle elezioni primarie, con il sistema di lista completa, essendo eletti tutti i candidati più votati, in ogni collegio elettorale.
Furono le ultime elezioni presidenziali della fase storica nota come Repubblica Conservatrice (1862-1916). Due anni più tardi infatti Sáenz Peña farà approvare al Congresso la legge che riformerà il sistema elettorale argentino, e che spinerà la strada alla vittoria del radicale Hipólito Yrigoyen nel 1916.

## Candidature
| Candidati  | Candidati        | Candidati      | Candidati             | Partito                        |
| Presidente | Presidente       | Vicepresidente | Vicepresidente        | Partito                        |
| ---------- | ---------------- | -------------- | --------------------- | ------------------------------ |
|            | Roque Sáenz Peña |                | Victorino de la Plaza | Partito Autonomista Nazionale  |
|            | Adolfo Contte    |                | Valentín Virasoro     | Partito Liberale di Corrientes |